# Bachia scolecoides
Bachia scolecoides är en ödleart som beskrevs av  Paulo Emilio Vanzolini 1961. Bachia scolecoides ingår i släktet Bachia och familjen Gymnophthalmidae. Inga underarter finns listade.